# Otto von Quadt-Wykradt-Isny

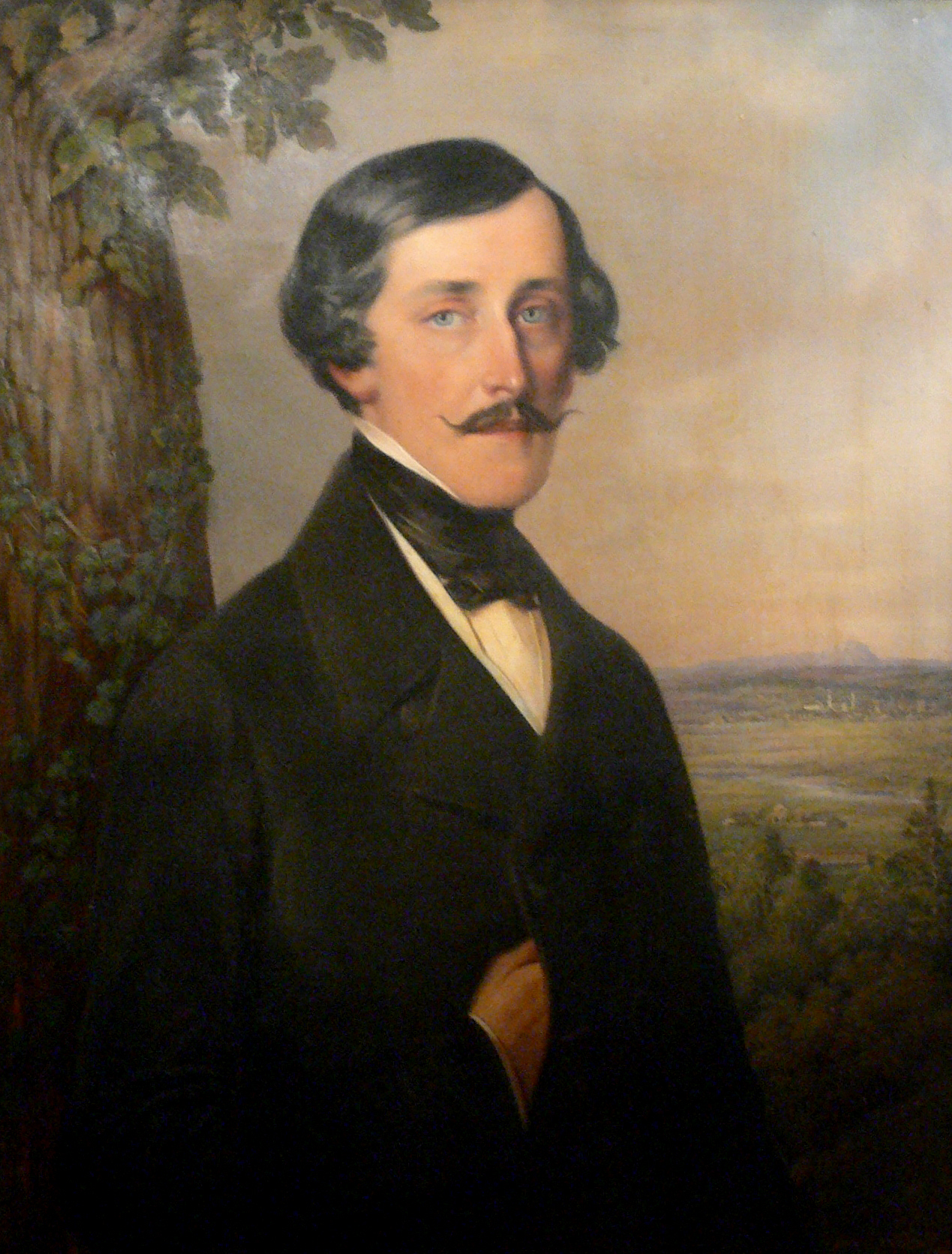
Otto Graf von Quadt zu Wykradt und Isny

Otto Wilhelm Friedrich Bertram Graf von Quadt zu Wykradt und Isny (* 27. September 1817 in Isny im Allgäu; † 23. Juni 1899 in München) war ein bayerischer Reichsrat.

## Leben
Er war der Sohn von Graf Wilhelm Otto Friedrich Albert Graf von Quadt zu Wykradt und Isny (1783–1849) und seiner Ehefrau Gräfin Maria Anna geb. Gräfin von Thurn-Valsassina (1788–1867).
Otto von Quadt-Wykradt-Isny war ein katholischer Gutsbesitzer in Schwaben, Württemberg und Oberbayern und erblicher Reichsrat, als solcher auch von 1851 bis 1893 in der Kammer der Reichsräte. Seit 1843 gehörte er bis zum Jahre 1893 auch der Ersten Kammer der Württembergischen Landstände an, wenngleich er dort seit 1866 nie mehr persönlich anwesend war. Der Graf von Quadt-Wykradt-Isny war seit 1846 mit Marie Emilie Gräfin zu Schönburg-Glauchau, Penig und Wechselburg (* 1825; † 1869) verheiratet. Aus der Ehe gingen sechs Kinder hervor, darunter sein Sohn und Nachfolger Bertram (* 1849; † 1927), welcher 1901 in den bayerischen Fürstenstand erhoben wurde und seit 1879 mit Ludovika Prinzessin von Schönburg-Hartenstein verheiratet war.
Der Reichstagsabgeordnete Friedrich von Quadt-Wykradt-Isny (1818–1892) war sein Bruder.